# 事件記録符号
事件記録符号（じけんきろくふごう）は、日本の裁判所が受け付けた民事事件や刑事事件を識別するため、事件に付する漢字・カタカナ・ひらがな1文字または2文字で構成する符号である。
民事事件はカタカナ、刑事事件はひらがな、それぞれの符号を基本的に用いる。
「民事事件記録符号規程」、「刑事事件記録符号規程」など最高裁判所規程に定めがある。
事件は、裁判所が受け付けた司法年度（暦年）、事件種類を表す符号、当該年度の事件種類毎に受付順で付す通し番号、の3部分で構成する事件番号で管理する。裁判所と事件番号の指定で、日本の裁判所が受け付けた事件を一意に特定する。「A地方裁判所平成元年（ワ）第123号」は、A地方裁判所が平成1年に1月1日から受け付けた123番目の民事訴訟第一審、を表す。

## 主な事件記録符号

### 民事訴訟事件
民事事件記録符号規程（平成13年最規第1号）による。
簡易裁判所
- （ハ） 通常の第1審訴訟事件

地方裁判所
- （ワ） 通常の第1審訴訟事件
- （手ワ） 手形訴訟事件・小切手訴訟事件
- （レ） 控訴事件

高等裁判所
- （ネ） 控訴事件
- （ツ） 上告事件

最高裁判所
- （オ） 上告事件
- （受） 上告受理事件

### 行政訴訟事件
行政事件記録符号規程（昭和38年最規第3号）による。
地方裁判所
- （行ウ） 第1審訴訟事件

高等裁判所
- （行コ） 控訴事件

最高裁判所
- （行ツ） 上告事件
- （行ヒ） 上告受理事件

### その他の民事事件
地方裁判所
- （ケ） 不動産等に対する担保不動産競売事件
- （ヌ） 不動産等に対する強制執行（強制競売）事件
- （ル） 債権等に対する強制執行（債権差押え）事件
- （リ） 債権差押えにおける事情届に基づく配当等手続事件
- （ヨ） 民事保全事件
- （フ） 破産事件
- （ミ） 会社更生事件

### 刑事事件
刑事事件記録符号規程（平成13年最規第2号）による。
簡易裁判所
- （い） 略式命令事件
- （ろ） 公判請求事件

地方裁判所
- （わ） 公判請求事件

高等裁判所
- （う） 控訴事件

最高裁判所
- （あ） 上告事件

### 家庭裁判所の事件
家庭事件記録符号規程（昭和26年最規第8号）による。
家庭裁判所
- （家） 家事審判事件
- （家イ） 家事調停事件
- （家ホ） 人事訴訟事件
- （少） 少年保護事件